# João Pereira Venâncio

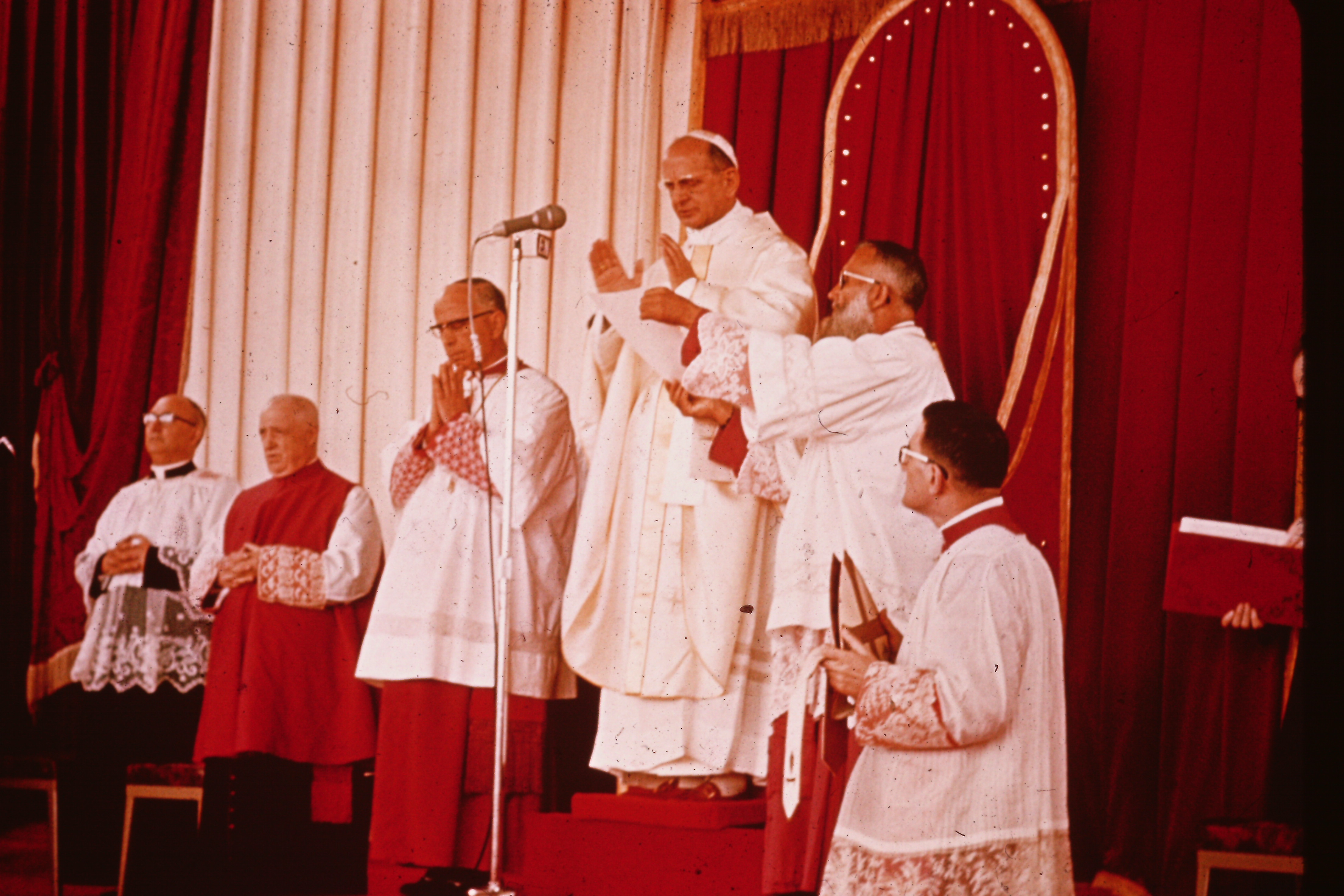
João Pereira Venâncio (links von Papst Paul VI.) bei einer Messe in Portugal

João III. Pereira Venâncio ORC (* 8. Februar 1904 in Monte Redondo, Portugal; † 2. August 1985) war römisch-katholischer Bischof von Leiria (seit 1984 Bistum Leiria-Fátima). Er unterstützte verschiedene innerkatholische Privatoffenbarungen.

## Leben

### Kindheit und Jugend
João Pereira Venâncio wurde 1904 in der Ortschaft Monte Redondo im portugiesischen Landkreis Leiria (heute im Distrikt Leiria, Unterregion Pinhal Litoral der Region Zentralportugal gelegen) geboren.

### Geistlicher in Leiria

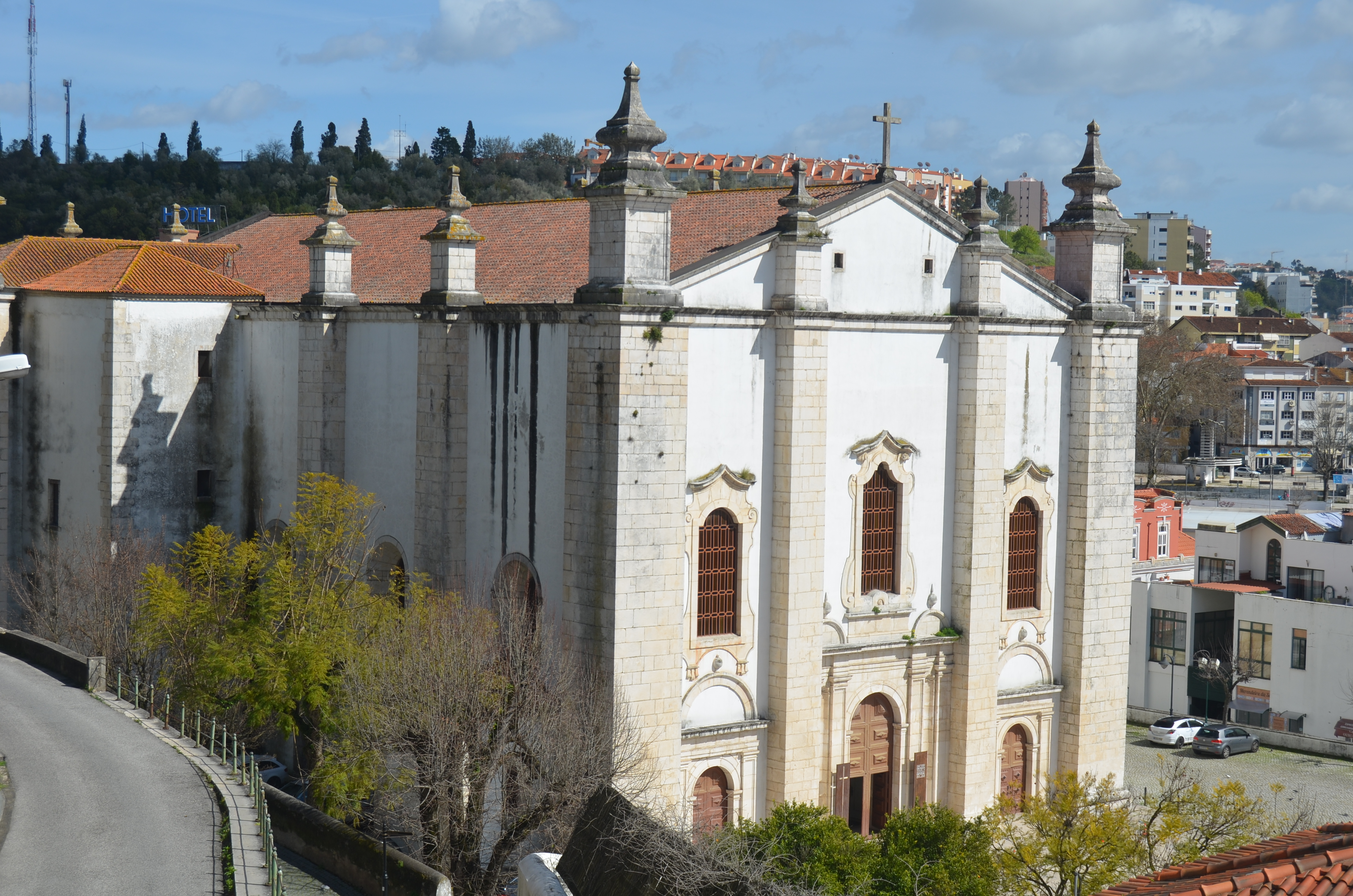
Die Kathedrale von Leiria, 1954–1972 Amtssitz Venâncios

Venâncio empfing am 21. Dezember 1929 von José II. Alves Correia da Silva, Bischof von Leiria, in der portugiesischen Stadt Leiria die Priesterweihe. Am 30. September 1954 folgten die Bischofsweihe und die Ernennung zum Weihbischof in Leiria sowie zum Titularbischof von Euroea in Epiro durch Papst Johannes XXIII. Am 13. September 1958 ernannte ihn Johannes XXIII. zum Diözesanbischof von Leiria, der Diözese, in welcher der Wallfahrtsort Fátima liegt.
Papst Paul VI. nahm am 1. Juli 1972 Venâncios Rücktritt an. Sein Nachfolger als Bischof von Leiria wurde Alberto Cosme do Amaral.

### Einsatz für Privatoffenbarungen
Venâncio betätigte sich über sein Bischofsamt hinaus im Zusammenhang mit verschiedenen Privatoffenbarungen und unterstützte diese. Bekannt ist insbesondere sein Einsatz für das Engelwerk, die Privatoffenbarungen von Garabandal und – auch in seiner Eigenschaft als Bischof – die kirchlich anerkannte Privatoffenbarung von Fátima.

#### Fátima
Am 1. März 1954 stellte er in der Apostolischen Nuntiatur in Lissabon das von Lúcia dos Santos niedergeschriebene „Dritte Geheimnis von Fátima“ vor. Im Jahr 1962 gründete Venâncio die theologische Hochschule Colégio de São Miguel in Fátima.

#### Garabandal
Venâncio war überzeugter Anhänger der kirchlich nicht anerkannten Privatoffenbarung von San Sebastián de Garabandal, wo von 1961 bis 1965 Marienerscheinungen und Hostienwunder stattgefunden haben sollen, und war seit 1967 mit der angeblichen Seherin Conchita persönlich befreundet. Er besuchte sie zweimal in ihrem Haus in Lindenhurst im US-Bundesstaat New York.

#### Engelwerk
Im Jahr 1979 wurde Venâncio eines der ersten Mitglieder der wiedergegründeten Regularkanoniker vom Heiligen Kreuz (kurz Kreuzorden), einer 1131 in Coimbra gegründeten und 1903 ausgestorbenen augustinischen Ordensgemeinschaft. Diese wurde seit Mitte der 1970er Jahre als Orden innerhalb des von der angeblichen Mystikerin Gabriele Bitterlich gegründeten Engelwerkes neu aufgebaut. Im gleichen Jahr legte er die feierliche Profess ab und wurde 1980 von Papst Johannes Paul II. zum Superior ernannt. Im Juni 1984 legte er seine Funktion nieder.

### Tod und Bestattung
João Pereira Venâncio starb am 2. August 1985 und wurde auf dem öffentlichen Friedhof seines Geburtsortes Monte Redondo beigesetzt.